# Britannique sang-chaud
Vous lisez un « bon article » labellisé en 2020.
Le Britannique sang-chaud (anglais : British Warmblood) est un registre généalogique de chevaux de sport créé au Royaume-Uni en 1977 par la  British Warmblood Society, avec un enregistrement ouvert. Il est constitué d'une base de chevaux de sport européens comportant des Hanovriens, KWPN et Danois sang-chaud. Ce stud-book est officiellement reconnu en 1994, et se diffuse largement auprès des éleveurs britanniques durant les années 2000.
Difficile à caractériser, le Britannique sang-chaud est un grand cheval sportif, surtout élevé pour les compétitions de dressage, qui brille aussi en saut d'obstacles, ainsi que le démontre entre autres Diaghilev. Il fait l'objet d'une sélection suivie par le Warmblood Breeders Studbook – UK. Il s'est diffusé hors de son Royaume-Uni originel à la faveur de demandes en chevaux de sport de haut niveau. 

## Histoire
Le stud-book est créé en 1977, sous la gestion de la British Warmblood Society, établissant un enregistrement de chevaux ouvert sur inspection. L'objectif initial est d'obtenir de meilleures montures de dressage, ce sport gagnant en popularité au Royaume-Uni, créant une demande pour des chevaux plus performants. Le saut d'obstacles et le concours complet sont aussi des disciplines demandeuses, dans l'objectif d'obtenir des montures compétitives au plus haut niveau.
Le cheptel originel du stud-book a une forte influence du Pur-sang. Dans le but de permettre l'émergence d'un cheval de compétition « Warmblood » britannique, des importations de chevaux en provenance de nombreux autres pays européens sont effectuées, et des chevaux britanniques sélectionnés de différentes races et types sont inclus dans le programme d'élevage. Ces races incluses sont le Hanovrien, le KWPN, et le Danois sang-chaud. 
Des sections séparées sont créées pour les chevaux Hanovrien, Trakehner, ou d'autres races de sport européennes enregistrées dans le stud-book, de manière à préserver l'identité du Britannique sang-chaud. La création de critères d'approbation pour les juments remonte à 1982. La race est reconnue en 1994. Au début des années 2000, des éleveurs britanniques de plus en plus nombreux se tournent vers ce type de cheval, avec un record du nombre d'enregistrement dans le stud-book en 2007.
En 2008, la British Warmblood Society change de nom, devenant officiellement le Warmblood Breeders Studbook – UK.

## Description
Le Britannique sang-chaud est un cheval de sport difficile à caractériser, dans la mesure où son modèle ressemble à celui des autres Warmblood d'Europe, constituant un type, et non une race véritable.
Le guide Delachaux indique une taille allant de 1,55 m à 1,70 m. L'ouvrage de Wright (2020) indique une fourchette plus élevée, de 1,58 m à 1,78 m, et celui de Kidd, plus ancien (1996), de 1,60 m à 1,70 m.
Les membres sont longs, l'encolure de taille moyenne, le poitrail profond et le garrot sorti. La robe est de couleur unie, généralement baie sous toutes les nuances, alezane, ou noire.

## Sélection et santé
L'association gérant ce stud-book, la Warmblood breeder's studbook UK, est affiliée à la World Breeding Federation for Sport Horses (WBFSH), et organise un show annuel chaque été. Son objectif est d'élever les meilleurs chevaux de sport possibles. Les animaux sont marqués au fer, la marque représentant une couronne surmontée d'une croix. Les étalons et les juments sont strictement inspectés deux fois par an. L'association est entièrement privée, sans financements par le gouvernement britannique. Elle souhaite promouvoir des chevaux élevés dans les îles britanniques par des éleveurs britanniques.
Anecdotiquement, une jument de 12 ans appartenant à ce stud-book a été examinée pour une tumeur superficielle géante présente dans ses tissus.

## Utilisations

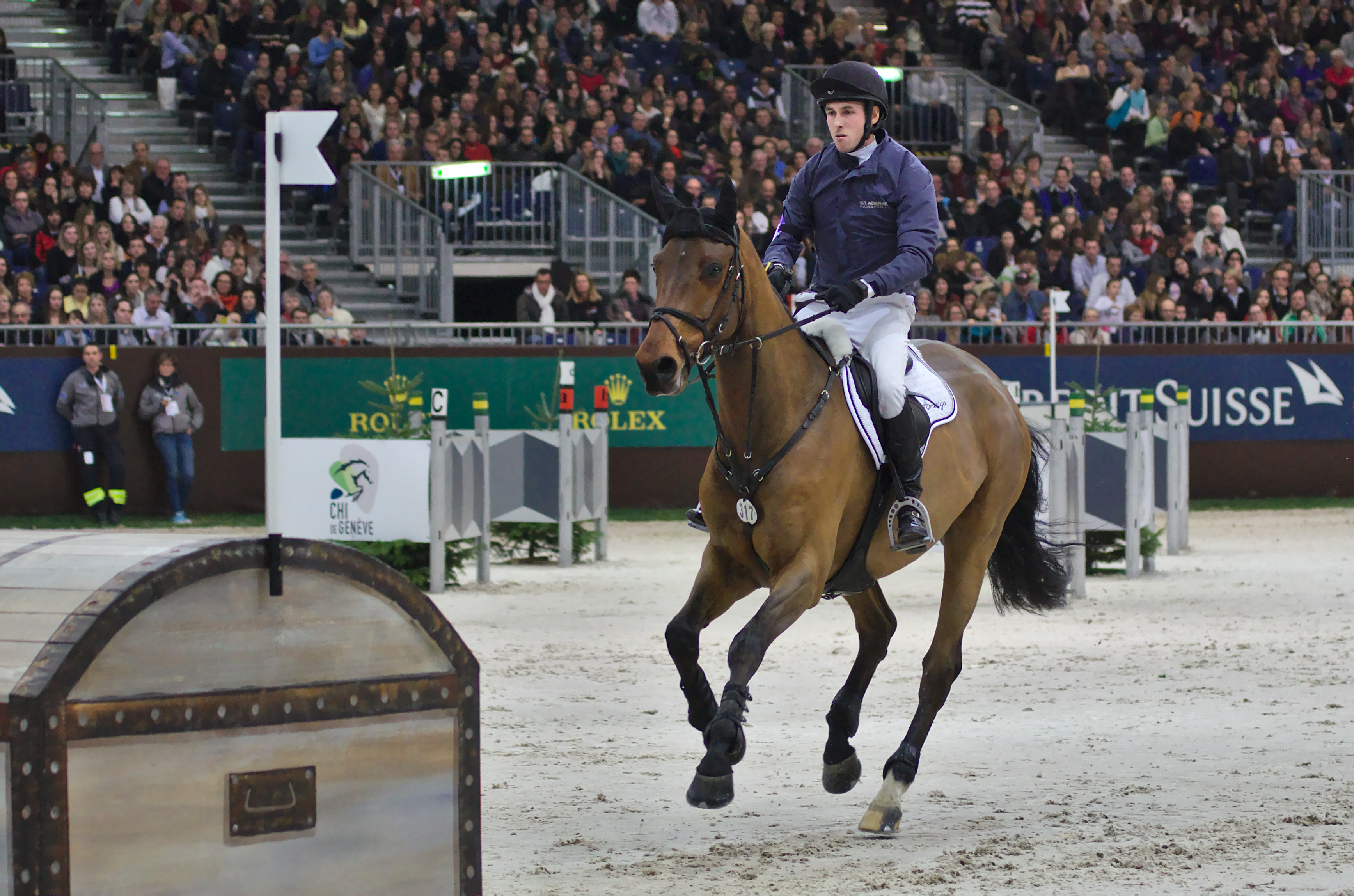
Maverick McNamara monté par Felix Vogg, au CHI de Genève en 2014, à l'abord d'un obstacle de cross.

Destinés aux sports équestres, ces chevaux sont présents en compétitions de saut d'obstacles et de dressage,. Ils sont prioritairement dévolus au dressage, grâce à leurs mouvement libres et élevés. Ils peuvent aussi devenir de bonnes montures d'équitation de loisir.
En septembre 2019, le stud-book Britannique sang-chaud se classe au 30e rang mondial de la discipline, son meilleur cheval d'obstacles étant Diamonte Darco, classé au 265e rang mondial avec son cavalier Lucas Porter.
Le 5 octobre 2017, un cheval Britannique sang-chaud a remporté la compétition nationale britannique d'équitation hunter.

## Diffusion de l'élevage
Ce stud-book est propre au Royaume-Uni, mais il s'est diffusé largement hors de son pays d'origine, notamment à l'occasion de transactions de chevaux destinés aux compétitions sportives de niveau olympique. Inversement, des chevaux warmblood issu d'autres pays européens sont également envoyés sur les Îles britanniques.